# Рыжов, Иван Филиппович
Иван Филиппович Рыжов (род. 1928 год) — бригадир тракторной бригады совхоза имени Джангильдина Кустанайской области, Казахская ССР. Герой Социалистического Труда (1957).
Родился в 1928 году в крестьянской семье в одном из сёл современного Краснодарского края. 
В 1950-е годы отправился на освоение целинных и залежных земель в Казахскую ССР. Трудился трактористом в совхозе имени Джангильдина Кустанайской области. Позднее возглавлял бригаду трактористов.
Бригада Ивана Рыжова собрала в 1956 году высокий урожай зерновых. Указом Президиума Верховного Совета СССР от 11 января 1957 года за особо выдающиеся успехи, достигнутые в работе по освоению целинных и залежных земель, и получение высокого урожая удостоен звания Героя Социалистического Труда с вручением ордена Ленина и золотой медали «Серп и Молот».